# Jadwiga Romanowska

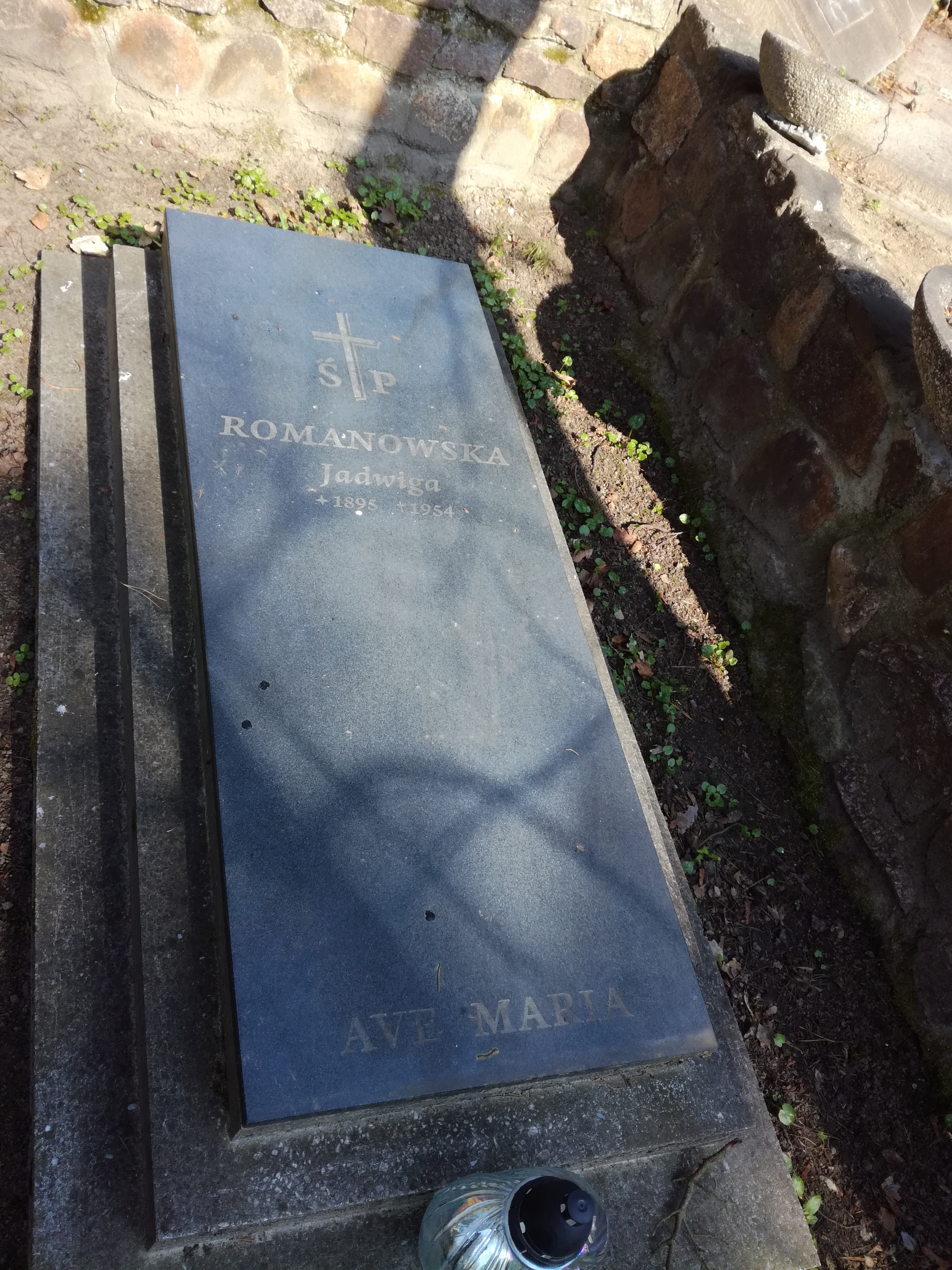
Grób Jadwigi Romanowskiej na Cmentarzu Srebrzysko w Gdańsku

Jadwiga Romanowska (ur. 9 października 1895 w Linderówce, powiat podhajecki, zm. 15 lipca 1964 w Gdańsku) – pielęgniarka.

## Życiorys
Była córką Aleksandra Romanowskiego – sędziego i Marii z Paralewiczów. Uczyła się w szkole ss. Niepokalanek w Niżniowie.
W 1920 roku, podczas działań zbrojnych w wojnie polsko-bolszewickiej pracowała w pociągu sanitarnym poruszającym się w bezpośrednim zapleczu frontu. W 1921 roku została słuchaczką pierwszego kursu Szkoły Pielęgniarskiej utworzonej w Warszawie dzięki Fundacji Rockefellera i Międzynarodowego Czerwonego Krzyża. Po ukończeniu kursu podjęła pracę w wiejskiej poradni dla matki i dziecka na Śląsku Cieszyńskim, a następnie w placówce tego samego typu we Lwowie. W 1926 roku z ramienia Fundacji Rockefellera podjęła dwuletnie studia podyplomowe we Francji, Belgii i Anglii. Po powrocie do Polski została instruktorką pielęgniarek i położnych w powiecie skierniewickim.
W 1929 roku związała się ze szkolnictwem. Została wtedy asystentką dyrektorki Warszawskiej Szkoły Pielęgniarskiej, a następnie kierowniczką Referatu Higieny Szkolnej w Warszawskim Wydziale Zdrowia. Jednocześnie odbyła podróż szkoleniową po krajach Europy (Norwegia, Francja, Belgia). Przez wiele lat pełniła odpowiedzialne funkcje z wyboru w Polskim Stowarzyszeniu Pielęgniarek Zawodowych (PSPZ). Jako jedna z założycielek PSPZ reprezentowała Polskę na Kongresie Międzynarodowej Rady Pielęgniarek w Montrealu. Należała do Komitetu Redakcyjnego miesięcznika „Pielęgniarka Polska” od chwili powstania pisma, aż do momentu jego likwidacji przez hitlerowców.
W latach 1936–1944 była dyrektorką Warszawskiej Szkoły Pielęgniarstwa przy ulicy Koszykowej 78. Wraz z wybuchem wojny, szkołę z personelem i wyposażeniem przekazała do dyspozycji szpitala wojskowego. Przez całą okupację aktywnie uczestniczyła w działalności „podziemia”, dbając o personel oraz szkolenie dziewcząt w ramach akcji tajnego nauczania. W październiku 1944 roku została wraz z personelem i uczennicami ewakuowana do obozu w Piastowie. Z Piastowa przeniosła się do Czarnego Dunajca, gdzie prowadziła dom dziecka.
Po zakończeniu wojny próbowała reaktywować szkołę w Warszawie, jednak budynek przy ul. Koszykowej 78 zaanektowało Wojsko Polskie. Jej pochodzenie społeczne i prestiż zawodowy nie odpowiadał centralnym władzom PRL. Mimo to udało jej się uzyskać zgodę na zorganizowanie podobnej szkoły przy Akademii Lekarskiej w Gdańsku, którą otwarto 22 października 1945 roku i naukę rozpoczęło 80 osób.
W 1950 roku nastąpiła reorganizacja szkolnictwa, w wyniku której stworzona instytucja została podporządkowana władzom wojewódzkim w Gdańsku. W tym też roku musiała opuścić szkołę oraz stanowisko, natomiast aż do śmierci mieszkała w pobliżu Akademii Medycznej. Pracowała jako szeregowa pielęgniarka w Ciechocinku, a następnie w Instytucie Reumatologii w Sopocie. Do końca życia aktywnie uczestniczyła w reaktywowaniu Polskiego Towarzystwa Pielęgniarek i cały czas utrzymywała kontakt ze stworzoną przez siebie szkołą.
Nie wyszła za mąż i nie miała dzieci.
Zmarła 15 lipca 1964 w Gdańsku. Została pochowana 18 lipca 1964 na Cmentarzu Srebrzysko w Gdańsku (rejon I-groby rodzinne D-1/2/3/4/5). W długim kondukcie żałobnym uczestniczyły m.in. słuchaczki PSMP ubrane w stroje zawodowe i granatowe peleryny, a obok nich instruktorki.

## Ordery i odznaczenia
- Krzyż Komandorski Orderu Odrodzenia Polski (1957)
- Złoty Krzyż Zasługi (5 lipca 1939)[4]
- Medal „Za udział w wojnie obronnej 1939” (pośmiertnie)
- Warszawski Krzyż Powstańczy (pośmiertnie)
- Medal Florence Nightingale (12 maja 1947) - MKCK, za szczególne zasługi w czasie wojny i pokoju

## Upamiętnienie
11 kwietnia 1987 Zespół Szkół Medycznych w Elblągu otrzymał imię Jadwigi Romanowskiej.